# Aglaophenia bicornuta
Aglaophenia bicornuta är en nässeldjursart som beskrevs av Nutting 1900. Aglaophenia bicornuta ingår i släktet Aglaophenia och familjen Aglaopheniidae. Inga underarter finns listade i Catalogue of Life.